# Something Good – Negro Kiss
Something Good – Negro Kiss es un cortometraje mudo estadounidense de 1898 que muestra a una pareja afroamericana besándose y tomándose de la mano. Se cree que es la primera representación cinematográfica de un beso entre afroamericanos y destaca por alejarse de los estereotipos de caricaturas racistas que prevalecían en la cultura popular estadounidense de la época. La película estuvo perdida hasta su redescubrimiento en 2017 y se agregó al Registro Nacional de Cine de Estados Unidos en 2018.

## Producción
En la película, una pareja afroamericana elegantemente vestida se besa varias veces. Entre beso y beso, se toman de la mano, bailán y ríen juntos. La química en las actuaciones se describe como «palpable» transmitiendo una «inconfundible sensación de naturalidad, placer y diversión».  En 2021 se publicó una versión un poco más larga; esta muestra a la pareja antes del abrazo e incluye el preludio antes de los besos, con cortejo, rechazo y negociación. La versión más larga se produjo al mismo tiempo y es posible que se haya producido para el mercado internacional. Diversas investigaciones indican que se vendieron versiones alternativas, que se publicaron por separado con diferentes duraciones. La versión más larga también se presenta desde una perspectiva más lejana e invertida, con los actores en lados opuestos a la primera versión, aunque se desconoce si se trató de un error de producción o de reproducción. Los académicos también perciben la película más larga como más vodevilesca, con más trabajo actoral, que el romance de la primera.
Cuando se produjo, probablemente se presentó junto con otros cortometrajes como una viñeta cómica, una parodia de la película de 1896, El beso. Something Good está protagonizada por los artistas teatrales Saint Suttle y Gertie Brown. Suttle era compositor de teatro popular y Brown, actriz de vodevil. Ambos también actuaron como pareja de baile. Los dos formaban parte de un grupo conocido como The Rag-Time Four, que realizaban variaciones del popular baile del cakewalk. Es posible que estuvieran en el estudio de cine para actuar en una viñeta del cakewalk, presentando la película de forma improvisada.
El filme fue realizada en Chicago por el director y productor William Selig, un pionero del cine, que también tenía experiencia previa con espectáculos de juglares. Utilizó su propia versión de una cámara cinematográfica Lumière para filmar la película. Selig distribuyó la película de la Selig Polyscope Company a través del catálogo de pedidos por correo de Sears & Roebuck.

## Redescubrimiento
Un negativo de 20 segundos de la película en nitrato fue redescubierto en una venta de bienes en Luisiana por un archivista de la Universidad del Sur de California (USC) en 2017. Revisando los detalles técnicos de la película, datando la misma con el tipo de película y los agujeros de perforación, a partir de catálogos y material de ventas, los investigadores de la USC y de la Universidad de Chicago pudieron identificar el historial de producción de la película. El Archivo de Imágenes en Movimiento Hugh M. Hefner de la USC reclamó los derechos de autor de la versión restaurada de la película, que publicó en Vimeo.
Cuatro años después, en 2021, una versión de la película de 49 segundos conservada en la Biblioteca Nacional de Noruega en Oslo fue identificada como una versión extendida de Something Good. Al momento de su incorporación a la Biblioteca, fue identificada erróneamente y catalogada como una película de Lumière. Es una de las películas más antiguas de la colección de la Biblioteca Nacional.
Esta copia se incluyó en un rollo hallado en el municipio de Leksvik y se guardó en un granero hasta que las autoridades declararon que las películas representaban un riesgo de incendio. La historia oral sugiere que la película llegó a Noruega cuando un cineasta noruego quiso ensamblar un proyector en los inicios del cine y trajo rollos de película de Estados Unidos. La noticia del descubrimiento en 2017 en Estados Unidos motivó a la Biblioteca Nacional de Noruega a reexaminarla y corregir su procedencia.
La película figuraba en catálogos de películas perdidas antes de su redescubrimiento, aunque se desconocían la mayoría de detalles sobre ella, salvo su título y director. Dado que casi todas las películas supervivientes de esa época son abiertamente racistas, solía catalogarse simplemente como película racial perdida.